# УКЛА Брюинз (баскетбол)
УКЛА Брюинз (англ. UCLA Bruins) — баскетбольная команда, представляющая Калифорнийский университет в Лос-Анджелесе в первом баскетбольном мужском дивизионе NCAA. Располагается в Лос-Анджелес (штат Калифорния). Программа была основана в 1920 году и с тех пор баскетбольная команда выиграла 11 титулов NCAA, что является рекордом чемпионата. Наибольшего успеха команда достигла под руководством Джона Вудена, завоевав 10 чемпионских титулов в 12 сезонах с 1964 по 1975 год, включая 7 подряд побед с 1967 по 1973 год. Четыре раза УКЛА завершали чемпионат не потерпев ни одного поражения — в 1964, 1967, 1972 и 1973 годах. В 1995 году команда под руководством тренера Джима Хэррика завоевала свой последний на данный момент чемпионский титул. В настоящее время исполняющим обязанности главного тренера «Брюинз» является Марри Бартоу.

## Домашняя арена
С 1932 по 1965 год баскетбольная команда университета играла домашние матчи в мужском спортивном зале вместимостью 2000 человек. Некоторые матчи «Брюинз» проводили на различных спортивных площадках в Лос-Анджелесе, включая «Пан-Пасифик-одиториум» и «Лос-Анджелес-мемориал-спортс-арену». В 1965 году в кампусе университета был построен «Поли-павильон» и с тех пор команда проводит в нём свои домашние игры. В сезоне 2011/12 спортивная арена была полностью реконструирована, как внутри так и снаружи, после чего получила прозвище «Новый Поли» (англ. New Pauley). 2 марта 2013 года был установлен рекорд посещаемости арены, когда игру против «Аризона Уайлдкэтс» пришло посмотреть 13 727 человек.

## Закреплённые номера
| №  | Игрок               | Поз. | Года    |
| -- | ------------------- | ---- | ------- |
| 11 | Дон Барксдейл       | F    | 1946-47 |
| 25 | Гейл Гудрич         | G    | 1962-65 |
| 31 | Эд О’Бэннон         | PF   | 1991-95 |
| 31 | Реджи Миллер        | SG   | 1983-87 |
| 32 | Билл Уолтон         | C    | 1971-74 |
| 33 | Карим Абдул-Джаббар | C    | 1966-69 |
| 35 | Сидни Уикс          | PF   | 1968-71 |
| 42 | Уолт Хаззард        | G    | 1961-64 |
| 52 | Джамал Уилкс        | SF   | 1971-74 |
| 54 | Маркес Джонсон      | SF   | 1973-77 |

## Достижения
- Чемпион NCAA: 1964, 1965, 1967, 1968, 1969, 1970, 1971, 1972, 1973, 1975, 1995
- Финалист NCAA: 1980, 2006
- Полуфиналист NCAA: 1962, 1964, 1965, 1967, 1968, 1969, 1970, 1971, 1972, 1973, 1974, 1975, 1976, 1980*, 1995, 2006, 2007, 2008
- Четвертьфиналист NCAA: 1964, 1965, 1981, 2013
- Участие в NCAA: 1950, 1952, 1956, 1962, 1963, 1964, 1965, 1967, 1968, 1969, 1970, 1971, 1972, 1973, 1974, 1975, 1976, 1977, 1978, 1979, 1980*, 1981, 1983, 1987, 1989, 1990, 1991, 1992, 1993, 1994, 1995, 1996, 1997, 1998, 1999*, 2000, 2001, 2002, 2005, 2006, 2007, 2008, 2009, 2011, 2013, 2014, 2015, 2017
- Победители турнира конференции: 1987, 2006, 2008, 2014
- Победители регулярного чемпионата конференции: 1921, 1922, 1923, 1925, 1926, 1927, 1945, 1950, 1952, 1956, 1962, 1963, 1964, 1965, 1967, 1968, 1969, 1970, 1971, 1972, 1973, 1974, 1975, 1976, 1977, 1978, 1979, 1983, 1987, 1992, 1995, 1996, 1997, 2006, 2007, 2008, 2013